# アルトゥル・アウヴェルス

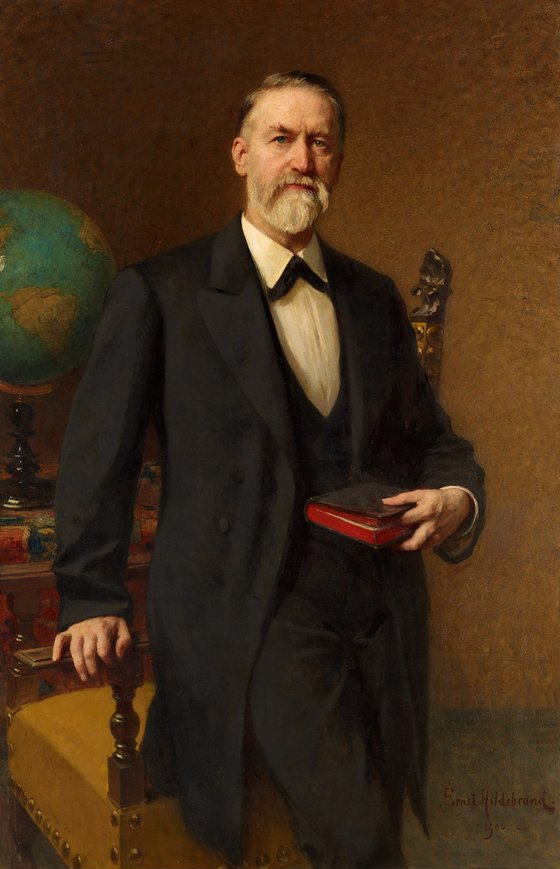
アルトゥル・アウヴェルス
(画)エルンスト・ヒルデブラント

アルトゥル・アウヴェルス（Georg Friedrich Julius Arthur von Auwers, 1838年9月12日 – 1915年1月24日）は、ドイツの天文学者である。

## 経歴
ゲッティンゲン大学とケーニヒスベルク大学で、数学・物理学・天文学を学んだ。フリードリヒ・ヴィルヘルム・ベッセルのあとを継いで、連星プロキオンやシリウスの運動を観測した。1866年にゴータ天文台の観測者になった。同年ベルリンアカデミーの会員になった。
星表の作成に取り組み1862年に星雲のカタログを出版した。1874年と1882年の金星の日面通過の観測を1974年はエジプトのルクソールで1882年はチリのプンタ・アレーナスで指揮した。

## 受賞歴
賞
- イギリス王立天文学会ゴールドメダル (1888年)
- ジェームズ・クレイグ・ワトソン・メダル(1891年)
- ブルース・メダル (1899年)

命名
- 月のクレータ：アウヴェルス